# Charlemagne Palestine

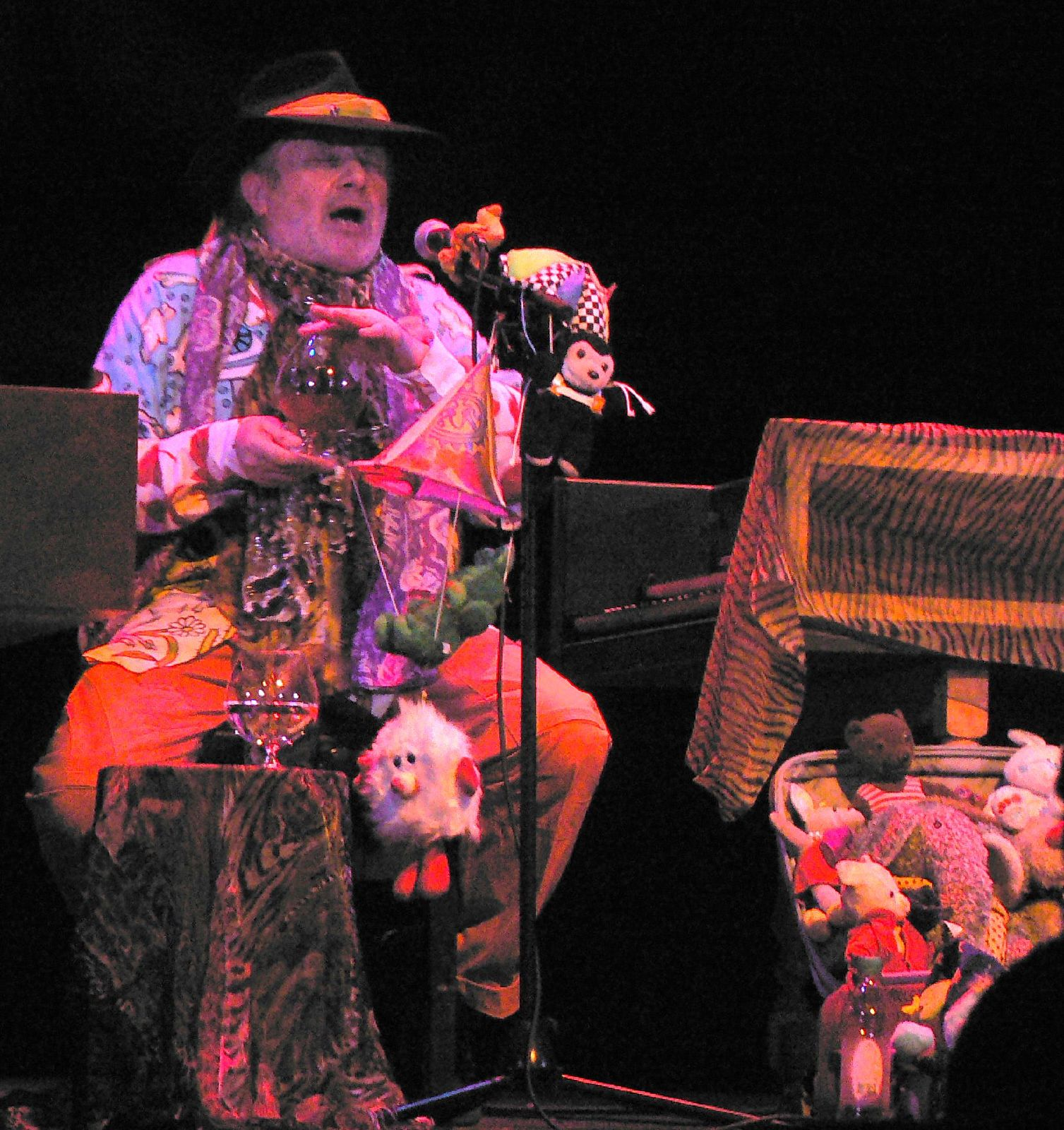
Charlemagne Palestine

Chaim Moshe Tzadik Palestine, beter gekend als Charlemagne Palestine (New York, 15 augustus 1945 of 1947) is een Amerikaanse componist en uitvoerder van minimal music.

## Biografie
Hij was beiaardier van de Sint Thomaskerk in Manhattan tussen 1962 en 1969.
Hij werd musicaal actiever en volgde lessen bij Pandit Pran Nath.
Vanaf de jaren zeventig voert Palestine in solo-voorstellingen zijn eigen composities uit. Vooral Strumming Music uit 1974 verwierf bekendheid. In dat stuk musiceert Palestine ongeveer een uur lang, luid en geestdriftig op twee toetsen van een concertvleugel. Hij vult zijn muzikale verrichtingen vaak aan met performance-achtige passages. Andere terugkerende elementen in zijn optredens zijn knuffelbeesten, cognac en kretek-sigaretten.
In 1974 kwam hij naar België op vraag van Hergé voor een voorstelling in paleis der schone kunsten (PSK) te Brussel.
Sinds 1999 verblijft hij in België.
- Bibliothèque nationale de France: cb150397148 (data)
- Catàleg d'autoritats de noms i títols de Catalunya: 981058512026806706
- Gemeinsame Normdatei: 129789313
- International Standard Name Identifier: 0000 0003 6938 2441
- Library of Congress Control Number: n97867395
- MusicBrainz: 2d3b6fec-f3ab-452d-98c7-510a1a1ac1e6
- Nationale Bibliotheek van Tsjechië: js20080111002
- Nationale Bibliotheek van Israël: 987007422092605171
- Nederlandse Thesaurus van Auteursnamen: 097074748
- PIC: 305616
- RKD-Nederlands Instituut voor Kunstgeschiedenis: 240187
- SNAC: w6v99p7h
- Système universitaire de documentation: 165482249
- Union List of Artist Names: 500093507
- Virtual International Authority File: 53452464
- WorldCat: E39PBJhmMwrFpMtMr8VxXm8XBP